# Notoungulaty
Notoungulaty (Notoungulata) – wymarły rząd prymitywnych ssaków kopytnych.
Pozycja filogenetyczna notoungulatów budziła wiele kontrowersji. Sugerowano ich pokrewieństwo m.in. z Afrotheria i szczerbakami. Badania sekwencji kopalnego kolagenu sugerują, że notoungulaty są najbliżej spokrewnione z litopternami, a ich najbliżsi żyjący obecnie krewni to nieparzystokopytne.

## Opis
Poszczególne gatunki znacznie różniły się między sobą. Przedstawiciele Typotheria z rodzin Interatheriidae i Hegetotheriidae osiągali niewielkie rozmiary – ich masa wahała się od 1 do 10 kg. Toxodontia osiągały większe rozmiary – od 100 do 500 kg, a plejstoceńskie rodzaje Toxodon i Mixotoxodon – nawet 1000 kg.

## Występowanie
Ameryka Południowa i Północna, Azja. W zapisie kopalnym znane od wczesnego paleocenu do przełomu plejstocenu i holocenu.

## Klasyfikacja
Analiza filogenetyczna przeprowadzona przez Billeta (2011) na podstawie cech czaszki i uzębienia sugeruje, że notoungulaty są grupą monofiletyczną, podobnie jak dwa główne podrzędy – Toxodontia i Typotheria. Monofiletyzm wielu rodzin należących do tych podrzędów jest jednak niepewny.
- Rodzina Henricosborniidae
- Rodzina Notostylopidae
- Podrząd Toxodontia
  - Rodzina Isotemnidae
  - Rodzina Leontiniidae
  - Rodzina Notohippidae
  - Rodzina Toxodontidae
  - Rodzina Homalodotheriidae
- Podrząd Typotheria
  - Rodzina Archaeohyracidae
  - Rodzina Archaeopithecidae
  - Rodzina Oldfieldthomasiidae
  - Rodzina Interatheriidae
  - Takson "Campanorco"
  - Rodzina Mesotheriidae
  - Rodzina Hegetotheriidae